# Tétèoù ?
Singles de Lio
La Reine des pommes Les brunes comptent pas pour des prunes
Tétèoù ? est une chanson interprétée par Lio et Jacky, sortie en décembre 1984. Les paroles sont de Boris Bergman et la musique d'Alain Chamfort,. Les arrangements sont cosignés Alain Chamfort et Marc Moulin. La photo de la pochette est signée Pierre et Gilles.
La face B du 45 tours est Cache-cache dans l'espace et a été composée par Étienne Daho et Arnold Turboust. Un maxi 45 tours avec une version longue de Tétèoù ? (6 minutes) sort simultanément.

Journaliste à L'Express, Gilles Médioni écrit : 

« Jacky, qui anima Platine 45 sur Antenne 2 de 1982 à 1986 […] a lui-même contribué au fun de l'époque en enregistrant Tétéou avec Lio, l'histoire bédé-polar d'une fille un peu paumée et d'un détective privé un peu ringard. Le titre fut écrit lors d'un déjeuner portugais qui s'éternisa de 15 heures à 2 heures du matin. « C'étaient des années insouciantes, kitsch, pleines de second degré », commente Jacky »

Ce titre rencontre un certain succès,, allant jusqu'à rentrer dans le Top 50 français au printemps 1985 (no 48 en avril 1985,).
L'air de Tétèoù ? est utilisé en 1985 dans une publicité pour des bus, où Lio chante « Tu vas où ? ».
La chanson est intégrée en 1995 dans la compilation de Lio Peste Of !
Elle est diffusée dans l'émission 300 Chœurs chantent avec les stars en duos le 5 août 2022 sur France 3.